# Ковзанярський спорт на зимових Олімпійських іграх 1988
Змагання з ковзанярського спорту на зимових Олімпійських іграх 1988 тривали з 14 до 28 лютого на Олімпійському овалі в Калгарі (Канада) Розіграно 10 комплектів нагород. Уперше розіграно медалі на дистанції 5000 метрів серед жінок, найдовшій на жіночих змаганнях з ковзанярського спорту.

## Чемпіони та призери

### Таблиця медалей
| Місце               | Країна              | Золото | Срібло | Бронза | Загалом |
| ------------------- | ------------------- | ------ | ------ | ------ | ------- |
| 1                   | НДР (GDR)           | 3      | 6      | 4      | 13      |
| 2                   | Нідерланди (NED)    | 3      | 2      | 2      | 7       |
| 3                   | Швеція (SWE)        | 2      | 0      | 0      | 2       |
| 4                   | США (USA)           | 1      | 1      | 1      | 3       |
| 5                   | СРСР (URS)          | 1      | 0      | 1      | 2       |
| 6                   | Австрія (AUT)       | 0      | 1      | 1      | 2       |
| 7                   | Японія (JPN)        | 0      | 0      | 1      | 1       |
| Загалом (7 збірних) | Загалом (7 збірних) | 10     | 10     | 10     | 30      |

### Чоловіки
| Дисципліна   | Золото                   | Золото       | Срібло                    | Срібло   | Бронза                      | Бронза   |
| ------------ | ------------------------ | ------------ | ------------------------- | -------- | --------------------------- | -------- |
| 500 метрів   | Уве-Єнс Май · НДР        | 36.45 WR     | Як Ейкема · Нідерланди    | 36.76    | Акіра Куроїва · Японія      | 36.77    |
| 1000 метрів  | Микола Гуляєв · СРСР     | 1:13.03 (OR) | Уве-Єнс Май · НДР         | 1:13.11  | Ігор Желєзовський · СРСР    | 1:13.19  |
| 1500 метрів  | Андре Гофман · НДР       | 1:52.06 WR   | Ерік Флейм · США          | 1:52.12  | Міхаель Гадшіфф · Австрія   | 1:52.31  |
| 5000 метрів  | Томас Ґустафсон · Швеція | 6:44.63 (OR) | Лео Фіссер · Нідерланди   | 6:44.98  | Ґерард Кемкерс · Нідерланди | 6:45.92  |
| 10000 метрів | Томас Ґустафсон · Швеція | 13:48.20 WR  | Міхаель Гадшіфф · Австрія | 13:56.11 | Лео Фіссер · Нідерланди     | 14:00.55 |

### Жінки
| Дисципліна  | Золото                        | Золото       | Срібло                   | Срібло  | Бронза            | Бронза  |
| ----------- | ----------------------------- | ------------ | ------------------------ | ------- | ----------------- | ------- |
| 500 метрів  | Бонні Блер · США              | 39.10 WR     | Кріста Ротенбурґер · НДР | 39.12   | Карін Каня · НДР  | 39.24   |
| 1000 метрів | Кріста Ротенбурґер · НДР      | 1:17.65 WR   | Карін Каня · НДР         | 1:17.70 | Бонні Блер · США  | 1:18.31 |
| 1500 метрів | Івонн ван Ґенніп · Нідерланди | 2:00.68 (OR) | Карін Каня · НДР         | 2:00.82 | Андреа Еріґ · НДР | 2:01.49 |
| 3000 метрів | Івонн ван Ґенніп · Нідерланди | 4:11.94 WR   | Андреа Еріґ · НДР        | 4:12.09 | Ґабі Цанґе · НДР  | 4:16.92 |
| 5000 метрів | Івонн ван Ґенніп · Нідерланди | 7:14.13 WR   | Андреа Еріґ · НДР        | 7:17.12 | Ґабі Цанґе · НДР  | 7:21.61 |

## Рекорди
На час відкриття Олімпійський овал Калгарі був однією з найшвидших ковзанок світу. На Іграх побито всі олімпійські рекорди й встановлено 6 нових світових.
| Дисципліна              | Дата      | Збірна                   | Час      | OR | WR |
| ----------------------- | --------- | ------------------------ | -------- | -- | -- |
| 500 метрів (чоловіки)   | 14 лютого | Уве-Єнс Май (GDR)        | 36.45    | OR | WR |
| 1000 метрів (чоловіки)  | 18 лютого | Микола Гуляєв (URS)      | 1:13.03  | OR |    |
| 1500 метрів (чоловіки)  | 20 лютого | Андре Гофман (GDR)       | 1:52.06  | OR | WR |
| 5000 метрів (чоловіки)  | 17 лютого | Томас Ґустафсон (SWE)    | 6:44.63  | OR |    |
| 10000 метрів (чоловіки) | 21 лютого | Томас Ґустафсон (SWE)    | 13:48.20 | OR | WR |
| 500 метрів (жінки)      | 22 лютого | Бонні Блер (USA)         | 38.69    | OR | WR |
| 1000 метрів (жінки)     | 26 лютого | Кріста Ротенбурґер (GDR) | 1:17.65  | OR | WR |
| 1500 метрів (жінки)     | 27 лютого | Івонн ван Ґенніп (NED)   | 2:00.68  | OR |    |
| 3000 метрів (жінки)     | 23 лютого | Івонн ван Ґенніп (NED)   | 4:11.94  | OR | WR |
| 5000 метрів (жінки)     | 28 лютого | Івонн ван Ґенніп (NED)   | 7:14.13  | OR | WR |

## Країни-учасниці
У змаганнях з ковзанярського спорту на Олімпійських іграх у Калгарі взяли участь спортсмени 21-єї країни.
- Австралія (4)
- Австрія (3)
- Канада (16)
- Китай (4)
- Фінляндія (2)
- Франція (4)
- Західна Німеччина (5)
- Велика Британія (2)
- НДР (10)
- Італія (3)
- Японія (12)
- Південна Корея (6)
- Нідерланди (11)
- Норвегія (7)
- Польща (3)
- КНДР (4)
- Швеція (7)
- Чехословаччина (1)
- СРСР (17)
- США (17)
- Югославія (2)